# Grote Markt (Nijmegen)

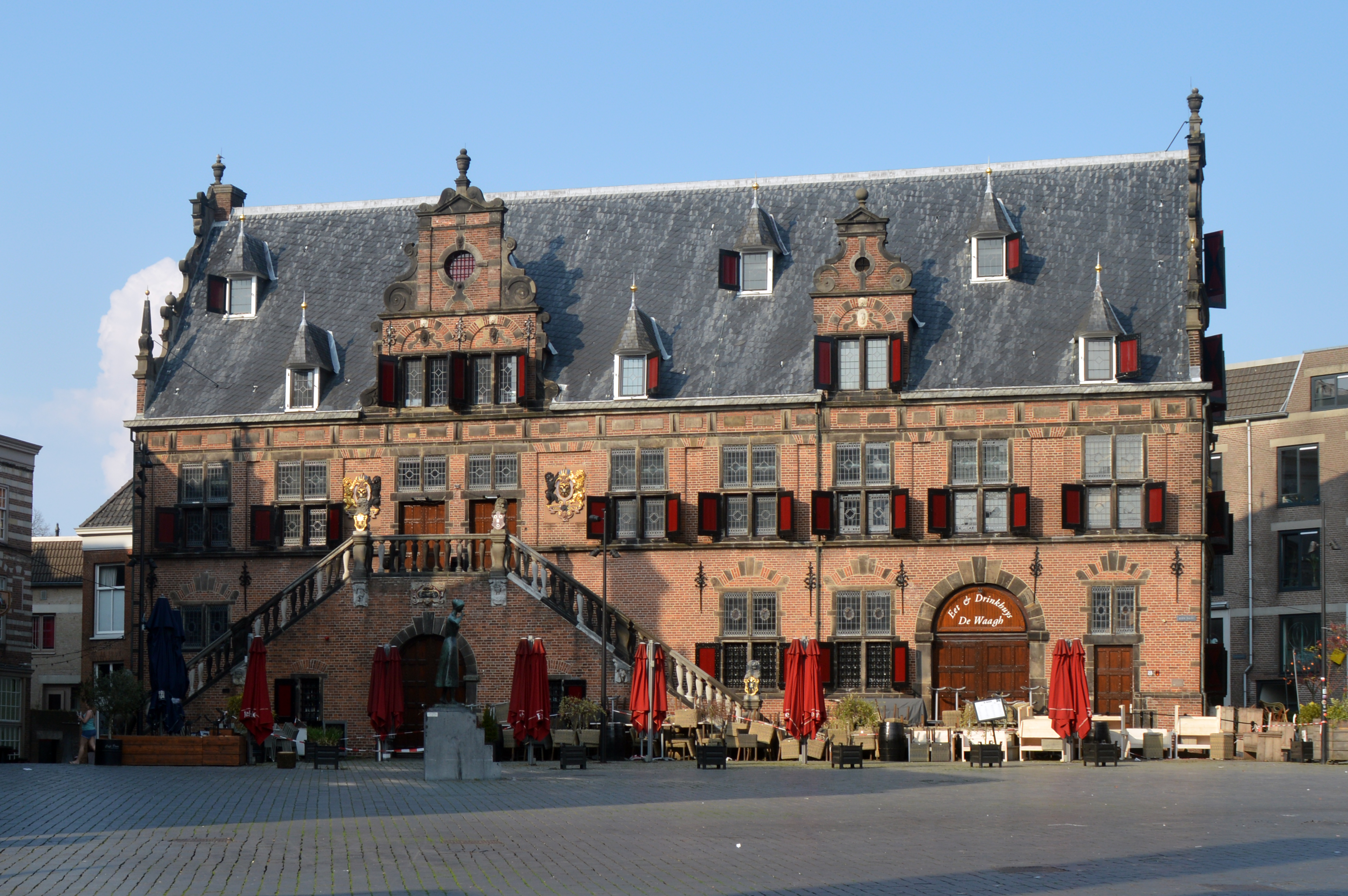
Waaggebouw

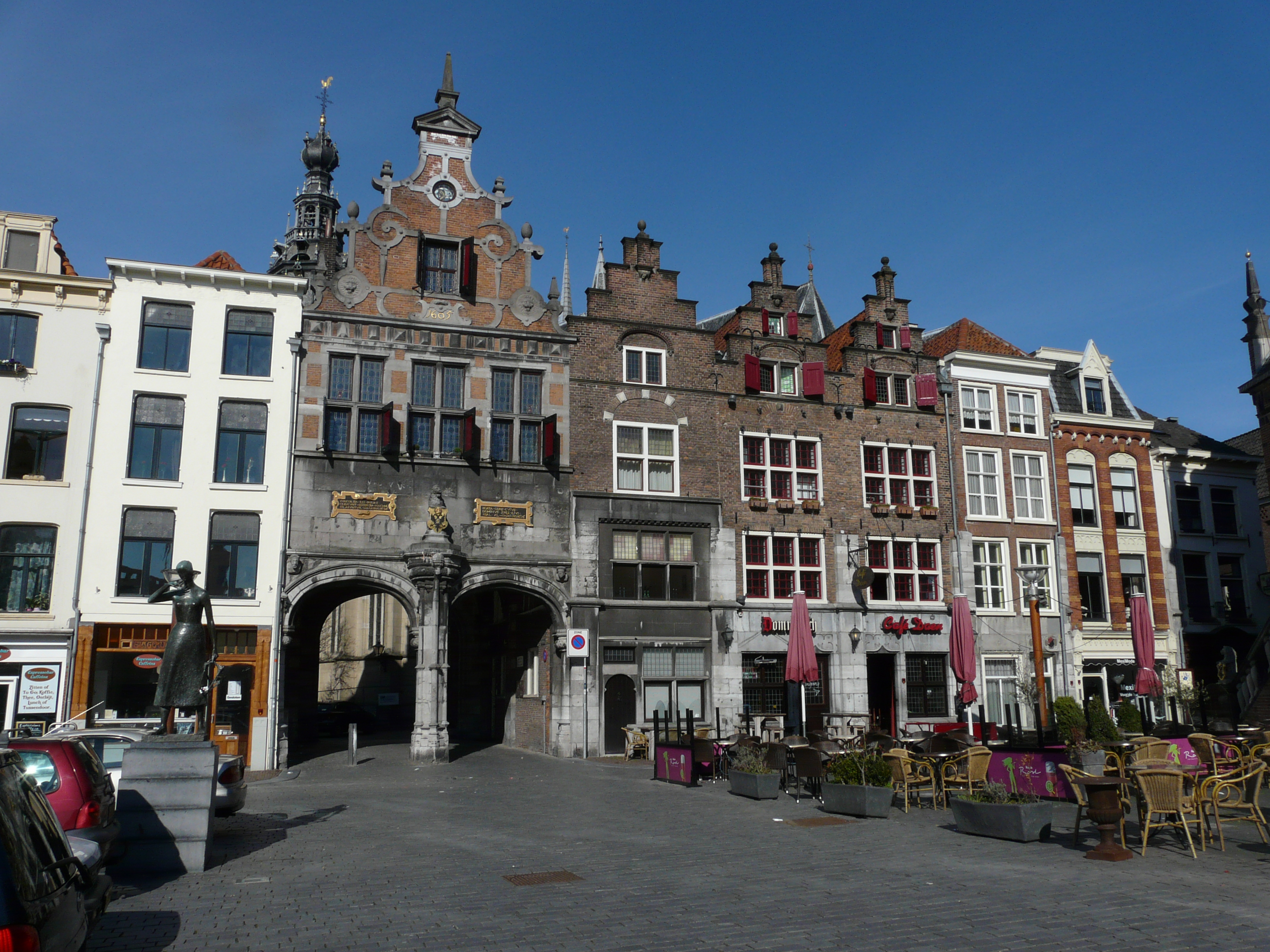
Stevenspoortje

De Grote Markt, Grootemarkt of Kruismarkt is het grote plein in het centrum van de Nederlandse stad Nijmegen. 

## Geschiedenis
Het plein heeft in de loop der tijd vele namen gekend, waaronder Cruys en Cruys Marct, vermoedelijk ontleend aan een kruis dat ter plaatse als zinnebeeld van het marktrecht heeft gestaan.
Omstreeks 1254 heette het plein "Hundisborch", later "Honsborch" (omstreeks 1410), genoemd naar Van Honsborch, een aanzienlijk geslacht dat volgens een protocol uit 1678 een huis en hofstede moet hebben bewoond bij het Sint-Stevenspoortje.
Op 9 juli 1924 kreeg het plein bij besluit van de gemeenteraad officieel de naam "Groote Markt". 
In de Tweede Wereldoorlog werd alleen de zuidzijde van het plein zwaar getroffen door het bombardement op de Nijmeegse binnenstad van 22 februari 1944, de noordzijde bleef daarentegen gespaard. De vooroorlogse bebouwing aan de noordzijde is als gevolg hiervan nog altijd goed bewaard gebleven, terwijl de bebouwing aan de zuidzijde heden ten dage uitsluitend naoorlogs is.

## Monumenten en markante plekken
Het plein kent verschillende panden die aangewezen zijn als rijksmonument, waaronder de Boterwaag, het Sint-Stevenspoortje en verschillende woonpanden met winkel.
Op de Grote Markt staat ook een beeld van Mariken van Nieumeghen, de legendarische hoofdpersoon uit het gelijknamige mirakelspel.
Componist Willem Heijdt (1858-1928) heeft bijna zijn hele leven op Grote Markt 30 gewoond; dit pand stond op de plaats van Kannenmarkt 27 (1982).

## Fotogalerij

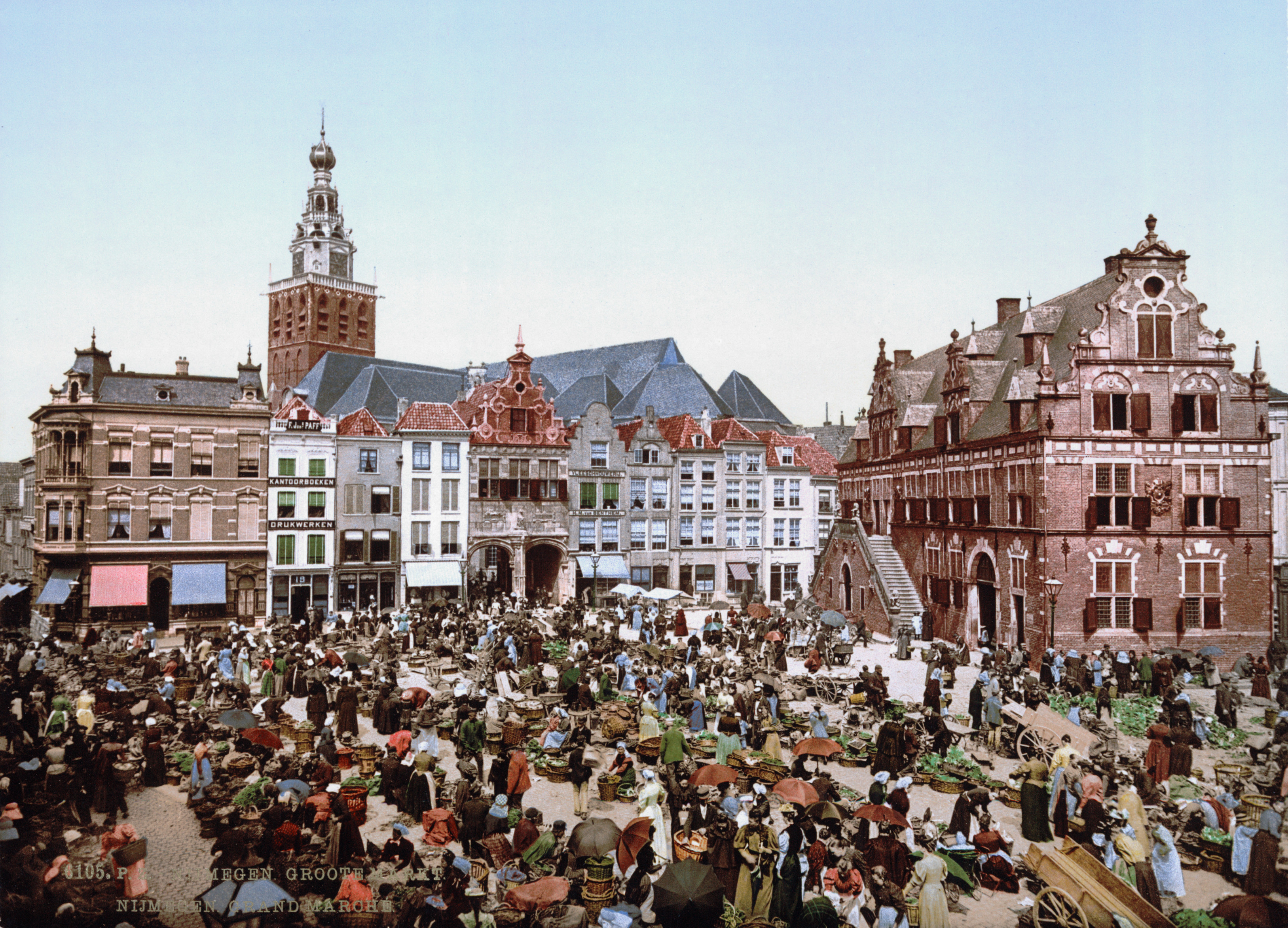
De Grote Markt omstreeks 1905
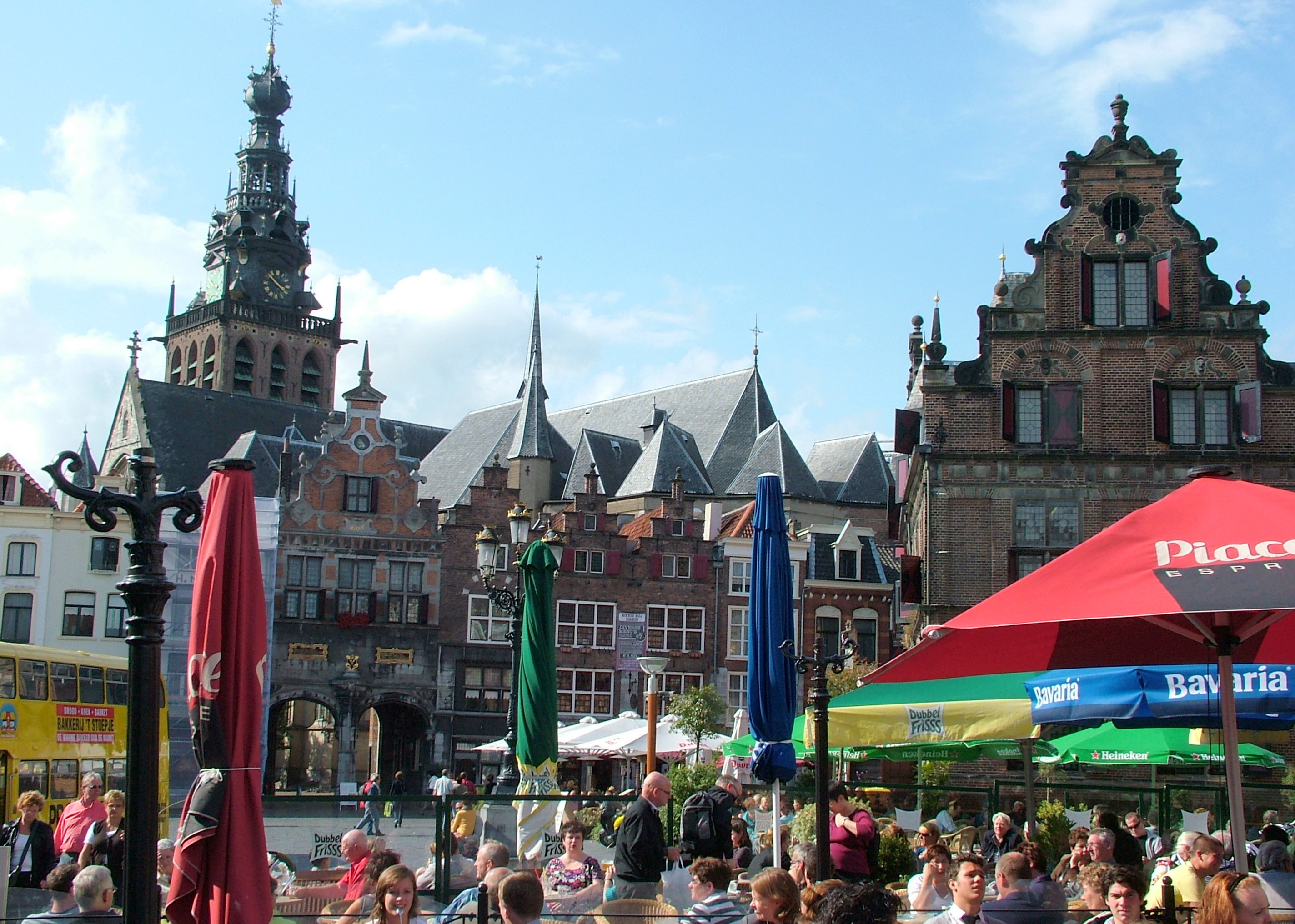
De wekelijkse markt
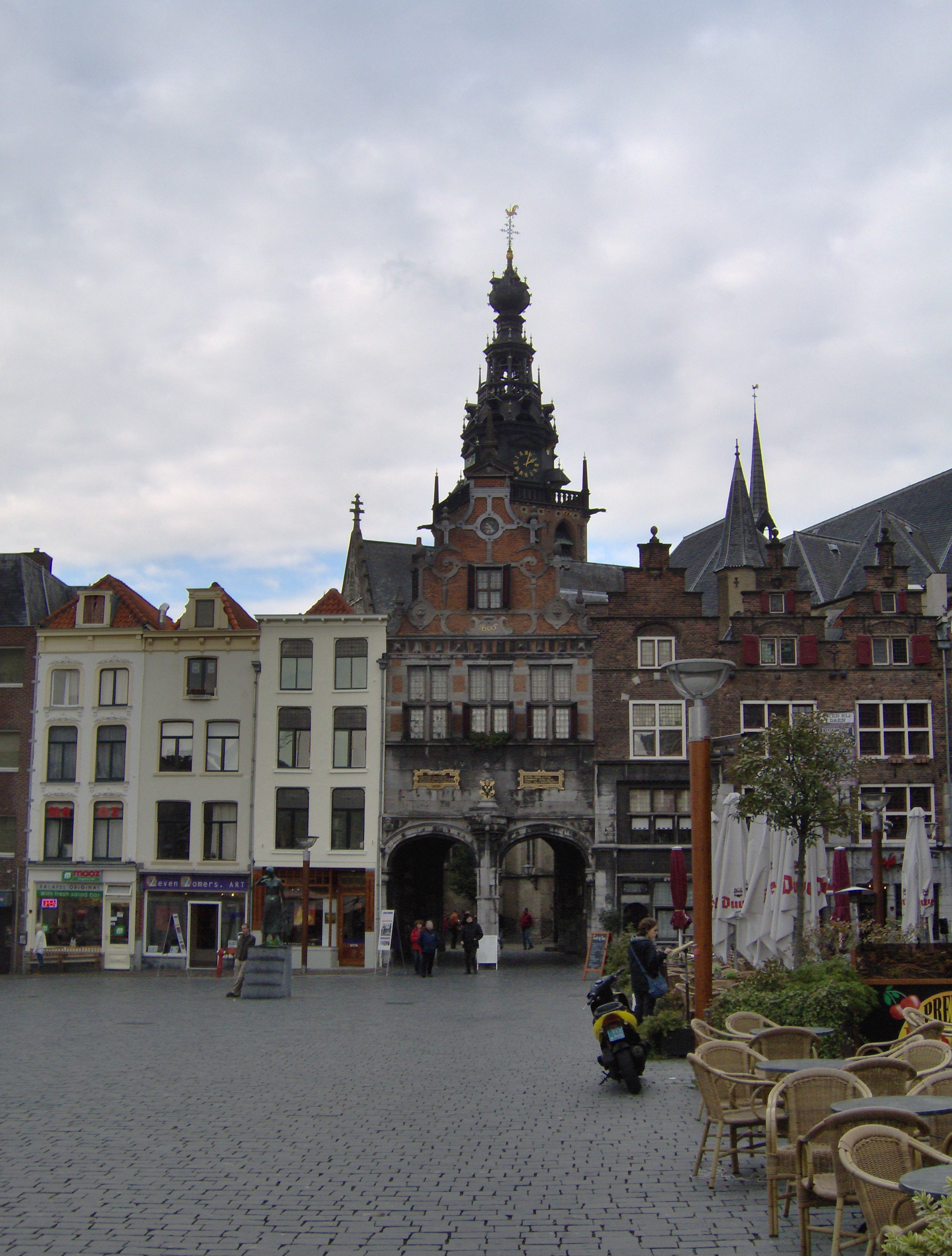
De kerkboog (Sint-Stevenspoortje) naar de Grote of Sint-Stevenskerk
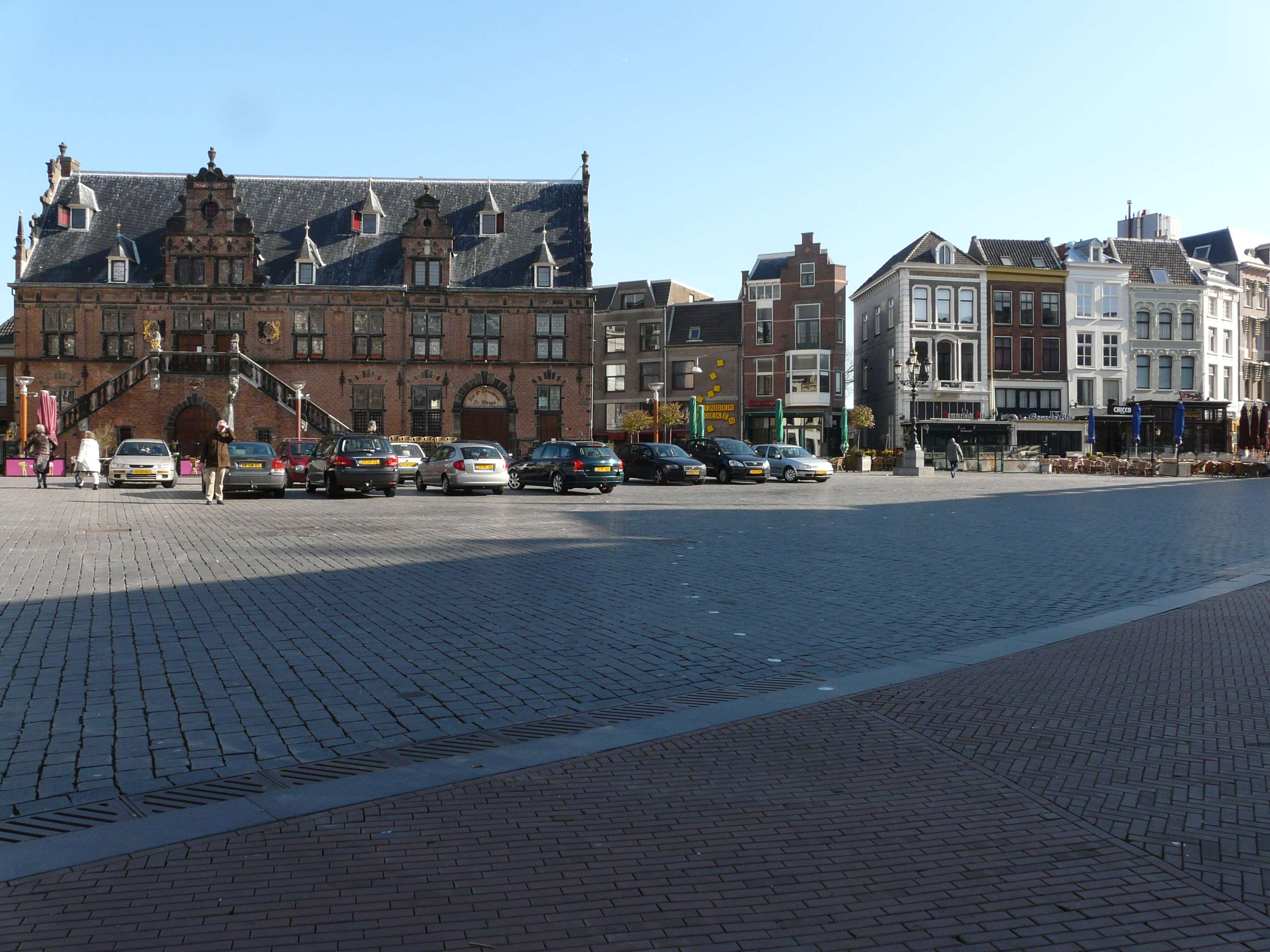
De Boterwaag
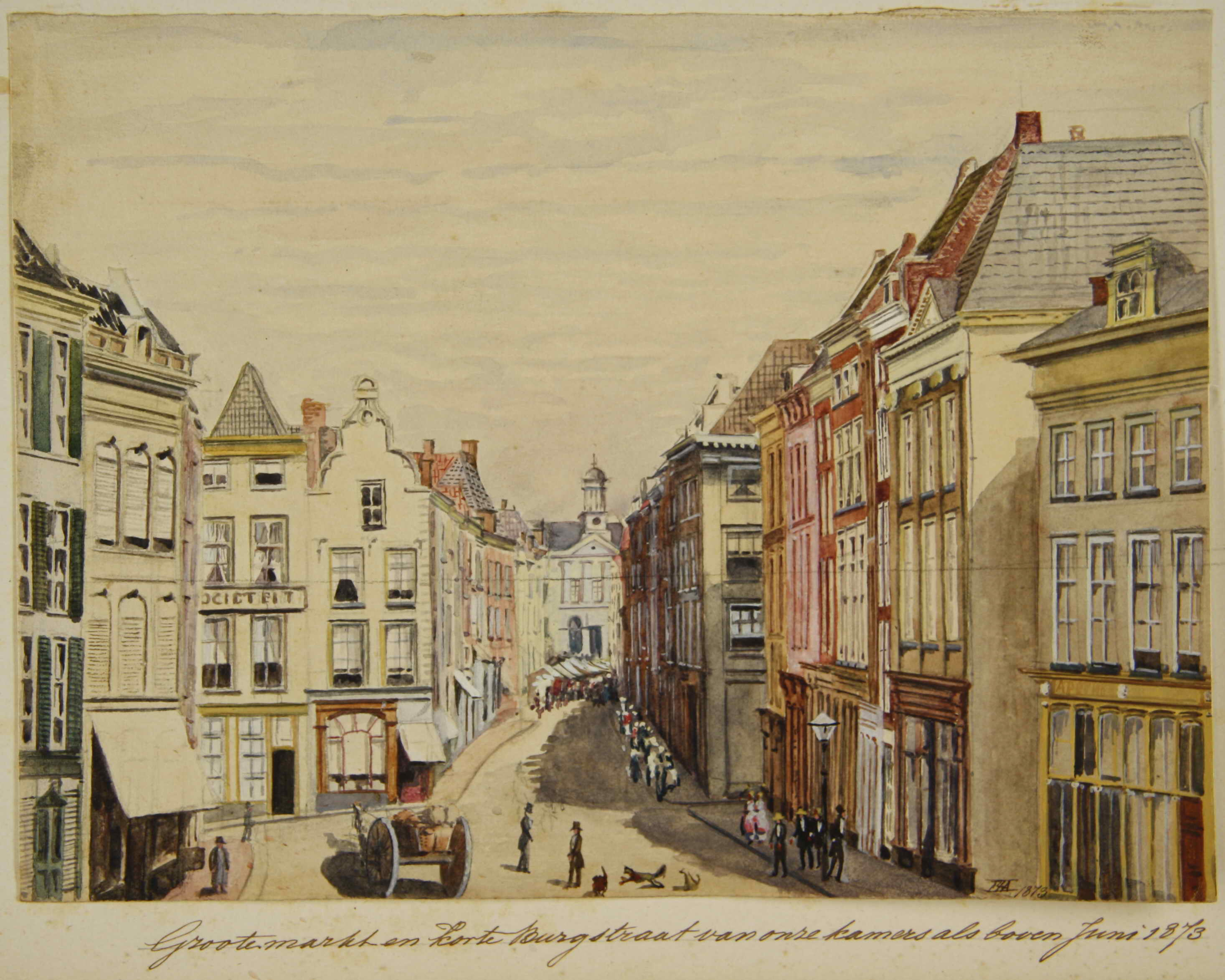
Aquarel (van Frederik Hendrik Ampt). De Burchtstraat in de richting van Kelfkensbos gezien vanaf de Grote Markt, 1873. Op de achtergrond de oude Stadsschouwburg, die in 1935 is afgebroken
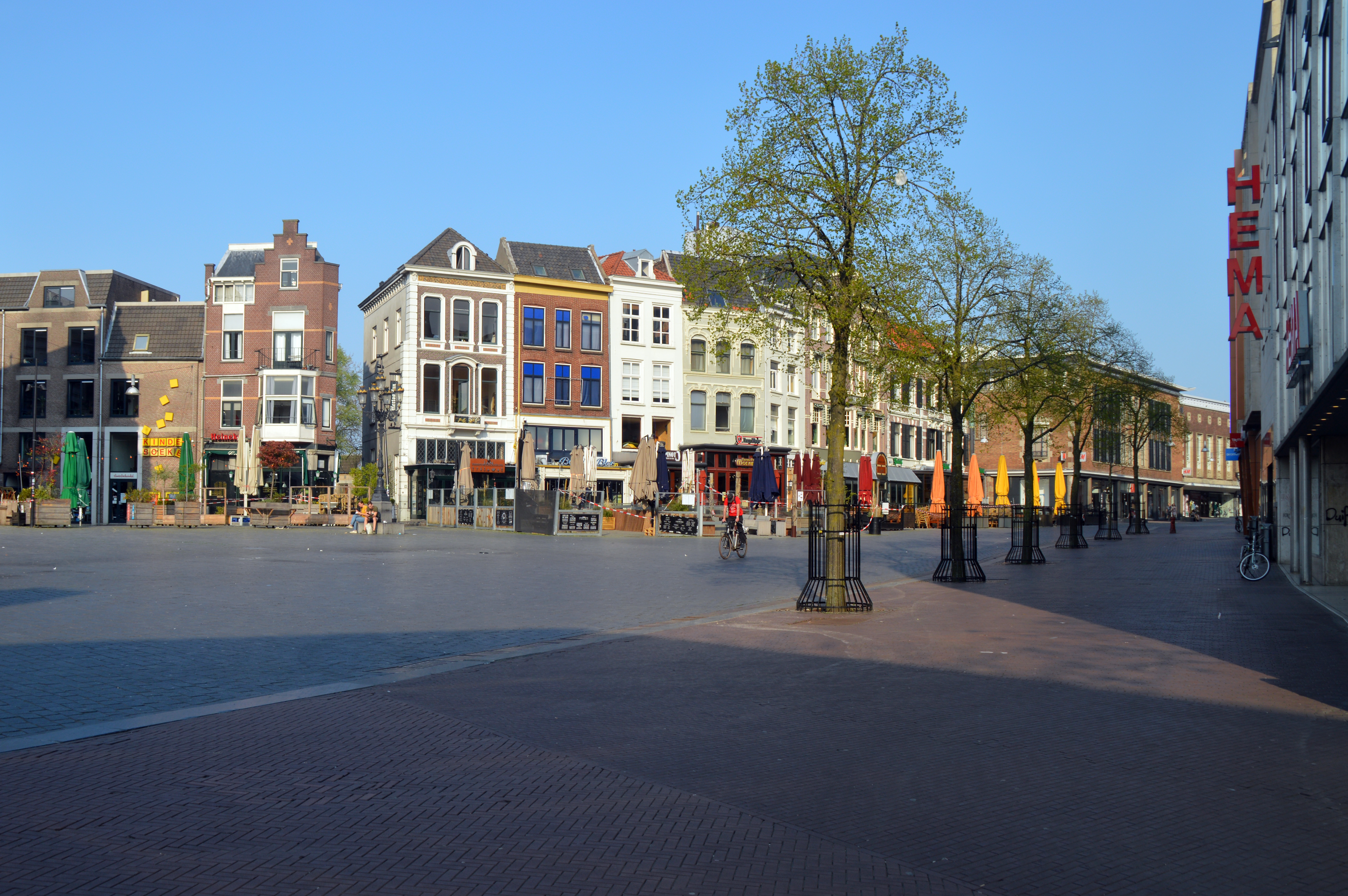
Grote Markt, zicht richting Burchtstraat